# 산호세덤불토끼
산호세덤불토끼(Sylvilagus mansuetus)는 토끼과에 속하는 포유류의 일종이다. 캘리포니아만의 170 km2의 산호세 섬, 멕시코 바하칼리포르니아수르주 일부 지역의 토착종이다. 이 종은 또한 바하칼리포르니아주 본토에서 발견되는 덤불토끼와 밀접한 관계가 있으며, 일부 학자들은 덤불토끼의 아종으로 간주하기도 한다. 국제 자연 보전 연맹(IUCN)은 최근에 이 종을 멸종 위급종으로 등록했다. 서식지 감소와 야생 고양이에 의한 포식, 각종 개발 사업, 사냥 등 때문에 1995년/1996년 이래 개체수가 감소하고 있다.